# Jesper Nelin
Jesper Nelin (Gislaved, 3 ottobre 1992) è un biatleta svedese.

## Biografia
Ha esordito in Coppa del Mondo il 5 dicembre 2015 a Östersund (16º in sprint) e ai Campionati mondiali a Oslo Holmenkollen 2016, dove si è classificato 31º nella sprint, 38º nell'inseguimento, 54º nell'individuale, 7º nella staffetta e 12º nella staffetta mista.
Ai Mondiali di Hochfilzen 2017 è stato 59º nella sprint, 44º nell'inseguimento, 54º nell'individuale, 11º nella staffetta e 6º nella staffetta mista. Ha ottenuto la prima vittoria, nonché primo podio, in Coppa del Mondo il 7 gennaio 2018 a Oberhof (in staffetta). Ai XXIII Giochi olimpici invernali di Pyeongchang 2018, sua prima presenza olimpica, ha vinto la medaglia d'oro nella staffetta e si è classificato 30º nella sprint, 18º nell'inseguimento, 24º nell'individuale, 9º nella partenza in linea e 11º nella staffetta mista; ai Mondiali di Oberhof 2023 ha vinto la medaglia di bronzo nella staffetta e si è classificato 45º nella sprint, 23º nell'inseguimento, 16º nella partenza in linea e 22º nell'individuale, a quelli di Nové Město na Moravě 2024 ha conquistato la medaglia d'oro nella staffetta e si è piazzato 23º nella sprint, 41º nell'inseguimento e 33º nell'individuale e a quelli di Lenzerheide 2025 è stato 14º nella sprint, 11º nell'inseguimento, 14º nell'individuale, 10º nella partenza in linea e 4º nella staffetta.

## Palmarès

### Olimpiadi
- 1 medaglia:
  - 1 oro (staffetta a Pyeongchang 2018)

### Mondiali
- 3 medaglie:
  - 1 oro (staffetta a Nové Město na Moravě 2024)
  - 1 argento (staffetta[1] a Pokljuka 2021)
  - 1 bronzo (staffetta a Oberhof 2023)

### Coppa del Mondo
- Miglior piazzamento in classifica generale: 15º nel 2023
- 19 podi (1 individuale, 18 a squadre), oltre a quello ottenuto in sede iridata e valido anche ai fini della Coppa del Mondo:
  - 2 vittorie (a squadre)
  - 7 secondi posti (a squadre)
  - 10 terzi posti (1 individuale, 9 a squadre)

#### Coppa del Mondo - vittorie
| Data             | Località   | Nazione  | Specialità                                                           |
| ---------------- | ---------- | -------- | -------------------------------------------------------------------- |
| 7 gennaio 2018   | Oberhof    | Germania | RL (con Martin Ponsiluoma, Sebastian Samuelsson e Fredrik Lindström) |
| 13 dicembre 2020 | Hochfilzen | Austria  | RL (con Peppe Femling, Martin Ponsiluoma e Sebastian Samuelsson)     |

Legenda:

RL = staffetta